# Andrei Ruditsin
Andrei Ruditsin es un deportista soviético que compitió en remo. Ganó una medalla de bronce en el Campeonato Mundial de Remo de 1979, en la prueba de ocho con timonel.

## Palmarés internacional
| Campeonato Mundial | Campeonato Mundial | Campeonato Mundial | Campeonato Mundial |
| Año                | Lugar              | Medalla            | Prueba             |
| ------------------ | ------------------ | ------------------ | ------------------ |
| 1979               | Bled (Yugoslavia)  | Medalla de bronce  | Ocho con timonel   |